# Salvia vinacea
Salvia vinacea är en kransblommig växtart som beskrevs av Elmer Ottis Wooton och Paul Carpenter Standley. Salvia vinacea ingår i släktet salvior, och familjen kransblommiga växter. Inga underarter finns listade i Catalogue of Life.